# 衛康伯
衞康伯（？—？），《史记索隐》所引的谯周《古史考》作衞牟伯，姬姓，《史记索隐》所引《世本》记载其名髦。衞康伯为周文王之孙，因此又称王孙牟。郭沫若、陈梦家、唐兰、马承源和杨宽都认为西周青铜器铭文中出现的“伯懋父”就是衞康伯髦，杨宽认为是“懋”与“牟”音同而通用。孙诒让《逸周书斠補》认为《逸周书·作雒解》的中旄父就是王孙牟父，即康伯髦。刘起釪认为康伯髦在金文中又称毛父或文王孙。他是衞康叔封之子，衞考伯之父。
衞康伯与齐国第二代君主齐丁公、晋国第二代君主晋侯燮以及周公旦之子鲁公伯禽共事周康王。周康王分四位诸侯以珍宝之器。而同事周康王的楚君熊绎却没分到。春秋时代的公元前530年，楚灵王仍忿然提起此事。
伯懋父见于多件西周时代青铜器的铭文，如召卣(汉语拼音 yǒu)、召尊、吕壶、师旅鼎、御正衞簋、小臣宅簋等。台湾故宮博物院收藏的小臣𧫻簋，《殷周金文集成》编号“八·四二三八”。其铭文记录了伯懋父统帅殷八师征讨反叛的东夷。
根据小臣(左言右逨)簋以及其他金文记载，结合《逸周书·作雒解》的“俾康叔宇于殷，俾中旄父宇于东”，刘起釪指出伯懋父是周公东征部队康叔封部分的重要将领。东征胜利后，父亲康叔封于衛，伯懋父封于緊鄰衛的鄘，實際受封于鄘的小東部份，鄘的大東部份封給周公旦之子伯禽。在康叔封前往周王朝擔任司寇之後，衛和小東都封給伯懋父，合併成為後世的衛國。